# Czesław Makowski
Czesław Makowski (ur. 13 lipca 1873, zm. 25 grudnia 1921 w Warszawie) – polski rzeźbiarz.

## Życiorys
Początkowo otrzymywał nauki od Ludwika Pyrowicza. Po otrzymaniu ogólnego wykształcenia wstąpił w 1891 roku do warszawskiej szkoły rysunkowej pod kierunkiem Wojciecha Gersona, a równocześnie zaznajamiał się z techniką rzeźbiarską w pracowniach T. Godeckiego i Jana Woydygi. 
17 kwietnia 1899 rozpoczął studia w Akademii Sztuk Pięknych w Monachium u profesora Syriusa Eberlego. Po czterech semestrach udał się do Rzymu, gdzie uczęszczał do Regio Istituto di Bellearti. Powrócił w 1901 roku do Warszawy. Jest autorem wielu prac – pomników Adolfa Dygasińskiego (brązowe popiersie pisarza na cokole i rzeźba psa Asa), Zygmunta Przybylskiego, Konrada Prószyńskiego i Zygmunta Glogera na cmentarzu Powązkowskim w Warszawie, Stefana Czarnieckiego w Czarńcy, Jana Kilińskiego w kościele św. Jacka w Warszawie, monumentalnej figury „Atlas“ w ratuszu w Siedlcach; popiersia: Sygietyńskiego, Hosicka, dzieci d-ra Dunina, Edwarda Nicza, a przede wszystkim licznej (ponad 1000) kolekcji wizerunków. Całą pierwszą serię medalionów osób sławnych przekazał około roku 1921 do Muzeum Wielkopolskiego w Poznaniu. Nie dokończył drugiej serii medalionów, które miały być poświęcone działaczom odrodzonej Polski. 
Był żonaty z Franciszką Zofią Makólską. Jego szwagrem był entomolog i koleopterolog Józef Makólski. 
Zmarł w Warszawie w 1921 roku na tyfus plamisty, którym zaraził się od krewnej z Rosji, przybyłej do Warszawy przed świętami 1921 roku. Tyfusem zaraziła się od niej cała jego rodzina (żona i syn), jedyny syn zmarł dwa dni po ojcu. 
Pochowany na cmentarzu Powązkowskim w Warszawie (kwatera 207-6-17).

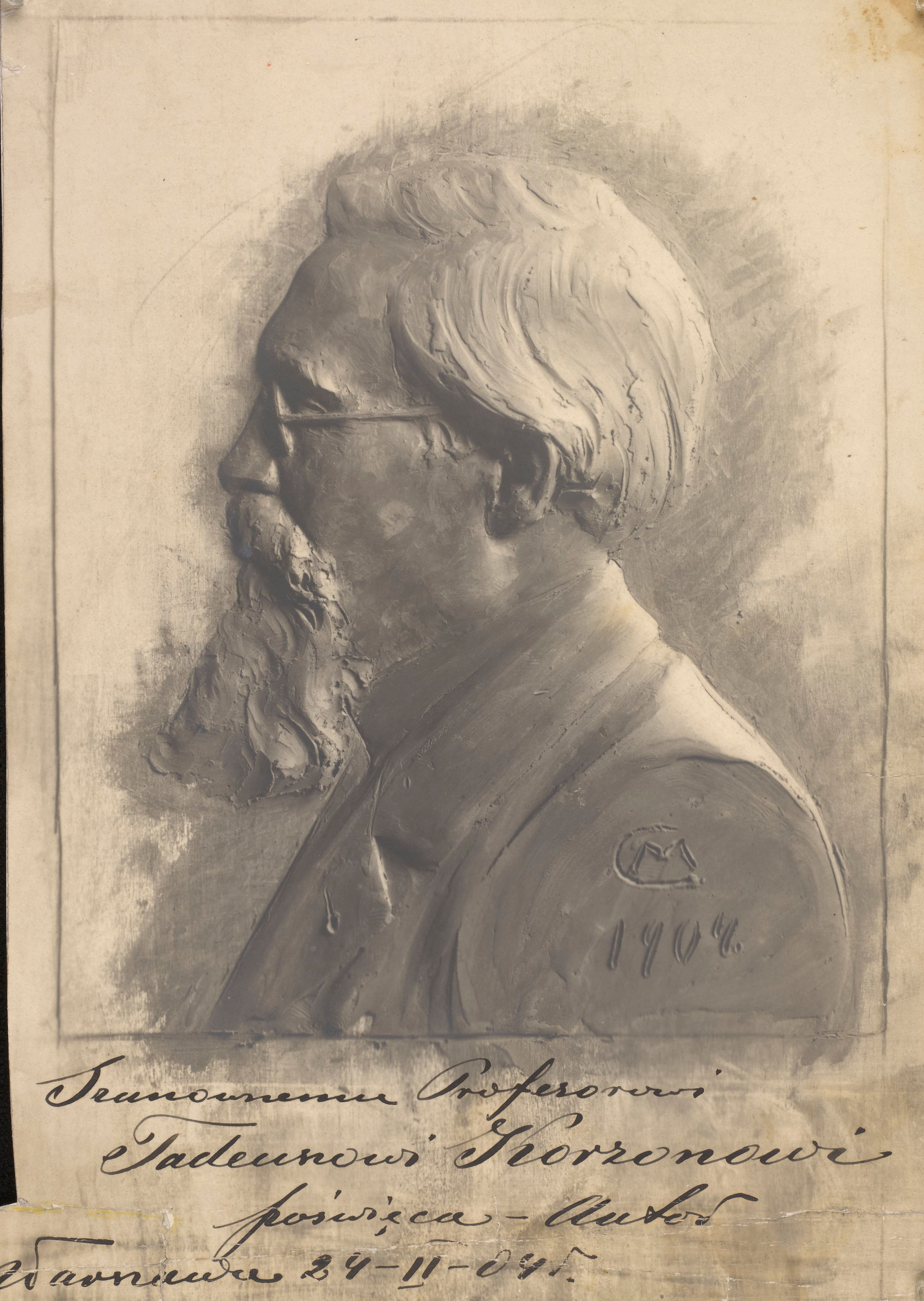
Tadeusz Korzon - fot. rzeźby Czesława Makowskiego

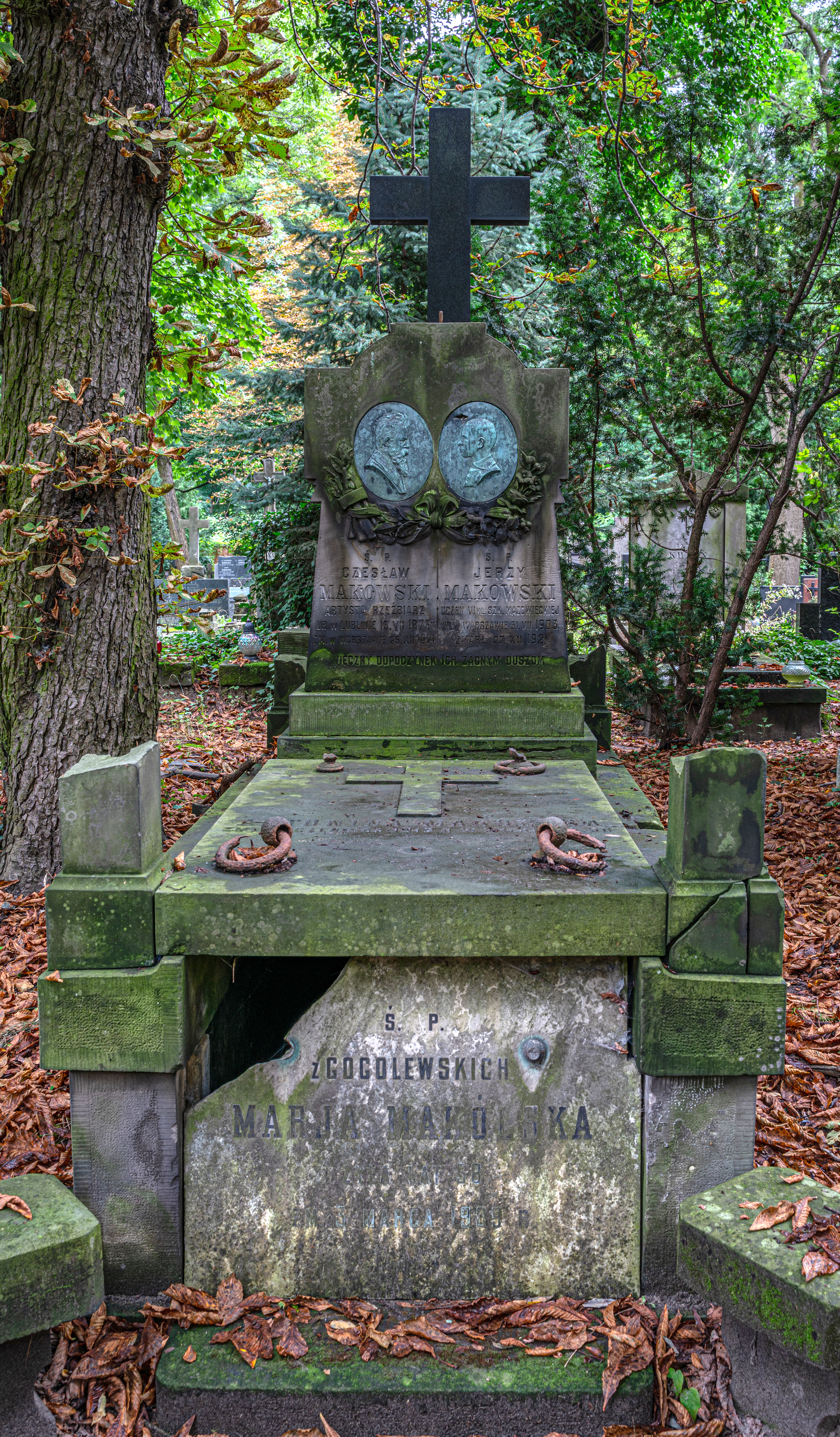
Grób Czesława Makowskiego na cmentarzu Powązkowskim